# Ramon de Bell Lloc
Ramon de Bell Lloc (segle xii – segle xiii) fou un noble català.
Va participar en la Conquesta de Mallorca de 1229 empresa per Jaume el Conqueridor en la Host disposada per Guillem II de Montcada i de Bearn. Del 1242 al 1245 era una dels nobles catalans presents en terres valencianes, juntament amb Ramon Berenguer d'Àger, Guillem d'Aguiló, Guillem de Cervelló, Gombau i Guillem d'Entença, Guillem de Montcada i Pere de Montcada.